# كثافة طولية
الكثافة الطولية (بالإنجليزية: Linear density or linear mass density or linear mass)‏ وهو قياس الكتلة في وحدة الطول، وهو خاصية مميزة للأسلاك أو الأشياء أحادية البعد. وحدة الكثافة الطولية في النظام الدولي للوحدات هي الكيلوغرام بالمتر (kg/m). وتعرف كما يلي:
{\displaystyle \mu ={\frac {\partial m}{\partial x}}}
حيث μ هي الكثافة الطولية للجسم، m هي الكتلة، x هي الإحداثيات على طول الجسم أحادي البعد.
وفي الحالة العامة لجسم ذو مادة متجانسة بطول L وكتلة كلية m، تصبح المعادلة أبسط:
{\displaystyle \mu ={\frac {m}{L}}}
كما يشير مصطلح الكثافة الخطية إلى كثافة الخط المرسوم.

## الواحدات
الواحدات الشائعة تشمل:
- دنييه
- تكس، وهي واحدة النظام الدولي للواحدات
- كيلوغرام في المتر.